# Campionati mondiali di pentathlon moderno 1984
I campionati mondiali di pentathlon moderno 1984 si sono svolti a Hørsholm, in Danimarca, dove si sono disputate le gare femminili individuali ed a squadre.

## Risultati

### Femminili
| Evento      | Oro                                                                    | Argento                                                 | Bronzo                                                  |
| Individuale | Svetlana Yakovleva                                                     | Pernille Svarre                                         | Sabine Krapf                                            |
| A squadre   | Unione Sovietica Svetlana Yakovleva Irina Kiseleva Tat'jana Černeckaja | Polonia Barbara Kotowska Anna Bajan Magdalena Jedlewska | Germania Ovest Sabine Krapf Tanja Meyer Kathrin Kröning |

## Medagliere
| Posizione | Paese            |   |   |   | Totale |
| --------- | ---------------- | - | - | - | ------ |
| 1         | Unione Sovietica | 2 | 0 | 0 | 2      |
| 2         | Danimarca        | 0 | 1 | 0 | 1      |
| 2         | Polonia          | 0 | 1 | 0 | 1      |
| 4         | Germania Ovest   | 0 | 0 | 2 | 2      |
| Totale    | Totale           | 2 | 2 | 2 | 6      |